# Adelmo e i suoi Sorapis
Adelmo e i suoi Sorapis est un groupe musical italien, originaire de San Vito di Cadore. Il fut formé par Adelmo « Zucchero » Fornaciari, Dodi Battaglia de Pooh, Maurizio Vandelli de l'Equipe 84, le producteur Fio Zanotti, Michele Torpedine, le manager de Zucchero, et Umbi Maggi, le bassiste de Nomadi.

## Histoire
Le groupe est formé en 1989 à San Vito di Cadore, à l'hôtel Sorapis, au pied de la montagne des Dolomites homonyme, où ils passaient les vacances de Noël. C'est Umbi Maggi qui propose l'idée du groupe, de faire « une carte de vœux de Noël jouée et chantée » à distribuer aux amis. Les six musiciens ne s'arrêtent cependant pas à la chanson de Noël (E così viene Natale...), mais en neuf jours, ils enregistrent huit autres chansons qui, quatre ans plus tard, aboutiront à l'album Walzer d'un Blues, et le 31 décembre, ils font leurs débuts publiques.
Le premier album ne sort en fait qu'en décembre 1993 et, porté par le single de Noël E così viene Natale..., devient un succès auprès du public, remportant un disque d'or, et atteignant la 52e place dans le classement des ventes de l'année. Le groupe effectue ensuite une courte tournée pour promouvoir l'album, avec des dates à Milan, Rome et Bethléem, et se réunit également pour L'Urlo Tour Europa Italia de Zucchero et pour quelques événements caritatifs, avant de se séparer.
Des années plus tard, le groupe se réunit à l'édition 2009 du Festival de Sanremo, pour une représentation avec Irene Fornaciari, le soir du 19 février 2009, en tant qu'invitée.

## Membres
- Umberto Maggi - chant, basse
- Michele Torpedine - batterie
- Dodi Battaglia - chant, guitare
- Maurizio Vandelli - chant, guitare, percussions
- Fio Zanotti - chant, orgue Hammond, piano, accordéon

## Discographie
- 1993 : Walzer d'un Blues